# Heterusia coecata
Heterusia coecata là một loài bướm đêm trong họ Geometridae.